# Национални комитет Слободна Албанија
Национални комитет Слободна Албанија (алб. Komiteti Kombëtar Shqipëria e Lirë) била је албанска политичка организација успостављена у западном свету после Другог светског рата и директни је наследник фашистичке организације Бали Комбетар. Стварање је започето у Риму, а завршено у Паризу у лето 1949. године.
Имала је подршку Централне обавештајне агенције (Ција) као део албанске субверзије, а била је члан Националног комитета за слободну Европу. Циљ је био организовање албанске дијаспоре и сарадња са западним силама у рушењу комунистичког режима Енвера Хоџе у Албанији.

## Укљученост Ције
Године 2013. процурили су јавни документи Централне обавештајне агенције (Ција), који су показали да је финансирала и била укључена у стварање и активности овог комитета.